# Estigmene laglaizei
Estigmene laglaizei é uma mariposa da família das Arctiidae. Esta espécie é encontrada no Senegal.